# William Thomson
Sir William Thomson (Belfast, Irlanda, 26 de juny de 1824 - Largs, Escòcia, 17 de desembre de 1907) fou un físic, matemàtic i enginyer britànic nat a Belfast (Irlanda). Avui dia és més conegut com a Lord Kelvin; va rebre el títol de baró de Kelvin en honor dels seus descobriments i contribucions científiques; el nom procedeix del riu Kelvin, que passa pels jardins botànics de la Universitat de Glasgow (Escòcia), en la qual va treballar.
Sens dubte, va ser un líder excepcional en l'àmbit de les ciències físiques del segle xix. Va fer importants treballs en el camp de l'anàlisi de l'electricitat i la termodinàmica i va contribuir molt a la unificació de les disciplines emergents de la física vers la seva forma moderna.
Una de les seves innovacions fou l'establiment d'un zero absolut corresponent a l'absència absoluta de calor i pressió d'un gas. Va donar el seu nom a una escala de temperatures, anomenada absoluta, mesurada en kèlvins (el seu símbol és K i és l'utilitzat en el sistema internacional d'unitats). També va establir la variació del punt de fusió del glaç en funció de la pressió i va descobrir el refredament degut a l'expansió dels gasos.
Lord Kelvin va tenir una segona carrera com a enginyer de telègraf i inventor, que li va donar un projecció pública i va assegurar-li una posició econòmica, honor i fama.

## Biografia

### Família

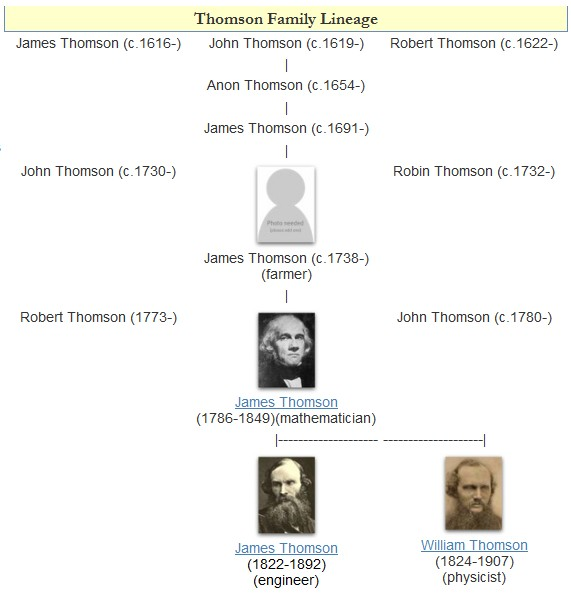
L'arbre genealògic de la família Thomson: James Thomson (matemàtic), James Thomson (enginyer) i William Thomson van ser professors de la Universitat de Glasgow, els dos últims a través de la seva associació amb William Rankine, un altre professor de Glasgow, que va treballar per formar una de les escoles fundadores de la termodinàmica.

El pare de Thomson, James Thomson, era professor de matemàtiques i enginyeria a la Royal Belfast Academical Institution i fill d'un granger escocès de l'Ulster. James Thomson es va casar amb Margaret Gardner el 1817 i, dels seus fills, quatre nois i dues noies van sobreviure a la infància. Margaret Thomson va morir el 1830 quan William tenia sis anys.
En William i el seu germà gran, en James, van rebre classes particulars a casa del seu pare, mentre que els nois més petits van rebre classes particulars de les seves germanes grans. Es preveia que James es beneficiaria de la major part de l'ànim, l'afecte i el suport financer del seu pare i estava preparat per a una carrera en enginyeria.
El 1832, el seu pare va ser nomenat professor de matemàtiques a Glasgow, i la família s'hi va traslladar l'octubre de 1833. Els fills de Thomson van conèixer una experiència cosmopolita més àmplia que la criança rural del seu pare, passant mitjans de 1839 a Londres, i els nois van rebre classes particulars de francès a París. Gran part de la vida de Thomson a mitjans de la dècada de 1840 la va passar a Alemanya i als Països Baixos. L'estudi de la llengua va tenir una L'estudi de la llengua va ser una prioritat alta.
La seva germana, Anna Thomson, va ser la mare del físic James Thomson Bottomley FRSE.

### Joventut

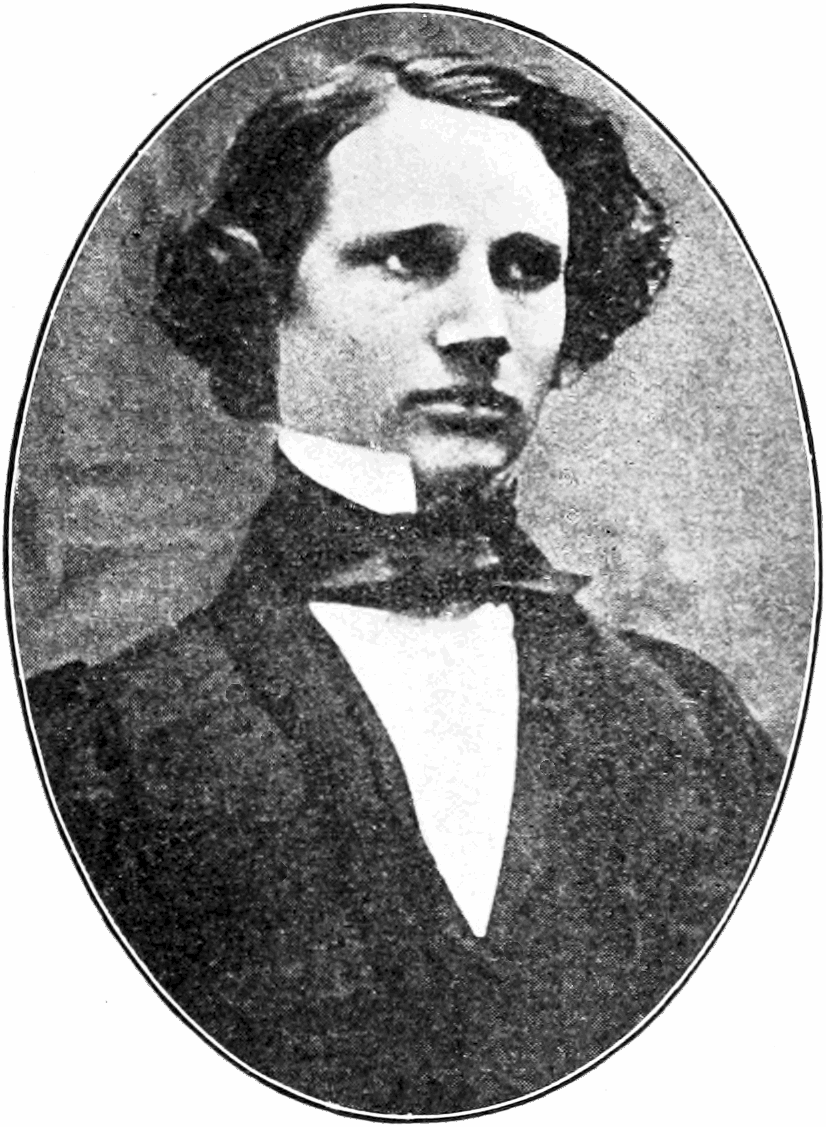
William Thomson, de 22 anys

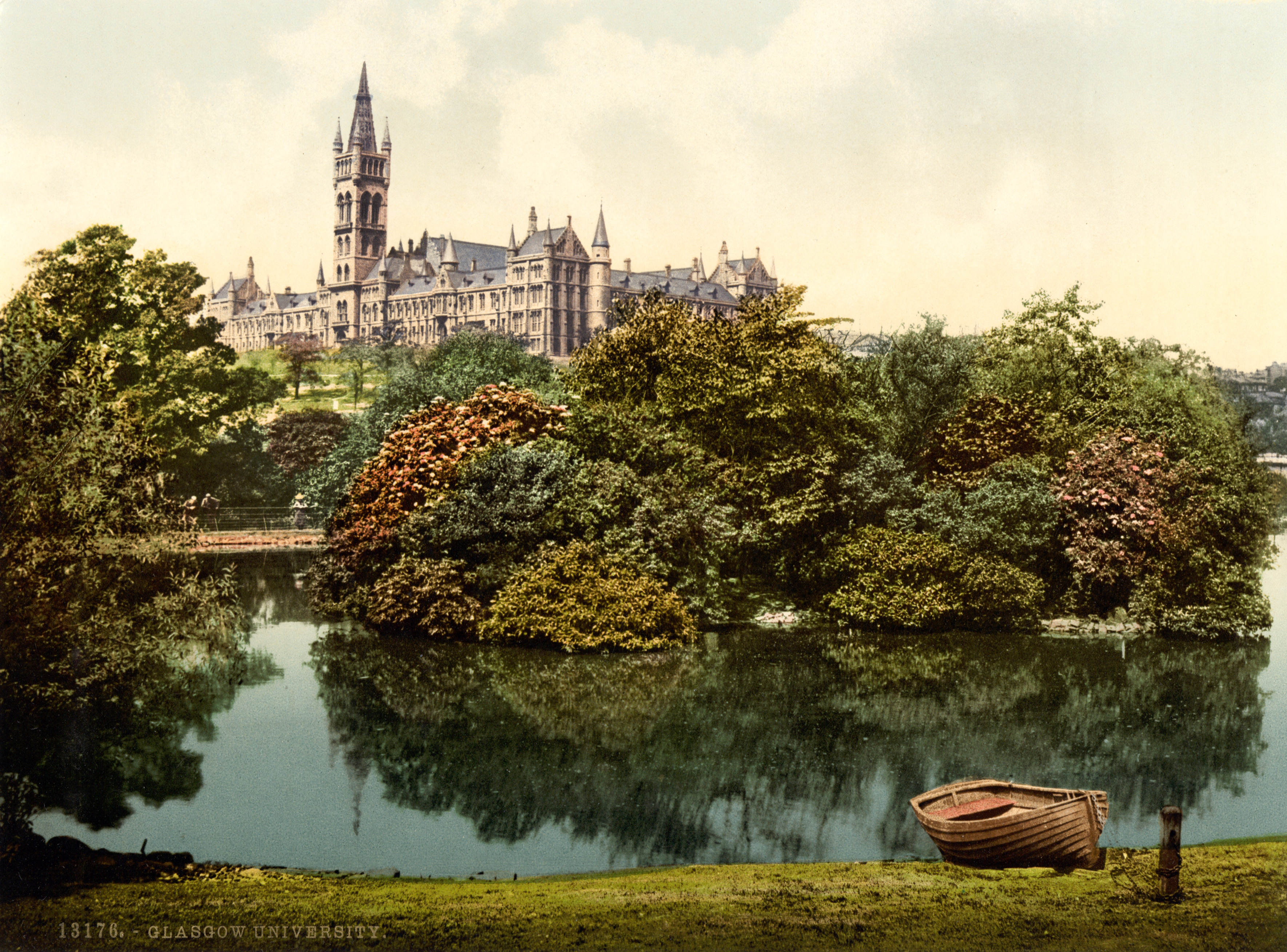
El meandre del riu Kelvin que conté el campus neogòtic de Gilmorehill de la Universitat de Glasgow dissenyat per George Gilbert Scott, al qual la universitat es va traslladar a la dècada de 1870 (fotografia de la dècada de 1890)

Thomson va estudiar a la Royal Belfast Academical Institution, on el seu pare era professor de matemàtiques al departament universitari. El 1834, amb 10 anys, va començar a estudiar a la Universitat de Glasgow, no per precocitat; la universitat proporcionava moltes de les instal·lacions d'una escola primària per a alumnes capaços, i aquesta era una edat d'inici típica. A l'escola, va mostrar un gran interès pels clàssics juntament amb el seu interès natural per les ciències. Als 12 anys va guanyar un premi per traduir els Diàlegs dels déus de Llucià de Samosata del grec antic a l'anglès.
El curs acadèmic 1839/1840, Thomson va guanyar el premi de la promoció en astronomia pel seu Assaig sobre la figura de la Terra, que va demostrar una facilitat primerenca per a l'anàlisi matemàtica i la creativitat. El seu tutor de física en aquell moment era el seu homònim, David Thomson. Al llarg de la seva vida, treballaria en els problemes plantejats a l'assaig com a estratègia d'afrontament durant els moments d'estrès personal. A la portada d'aquest assaig, Thomson va escriure les següents línies de An Essay on Man d’Alexander Pope. Aquestes línies van inspirar Thomson a entendre el món natural utilitzant el poder i el mètode de la ciència:
| « | Vés, criatura meravellosa! puja on la Ciència guia; Vés a mesurar la terra, pesar l'aire i indica les marees; Instrueix els planetes en quins orbes moure's, Corregeix el Temps antic i regula el sol; | » |

Thomson es va intrigar amb la Théorie analytique de la chaleur de Joseph Fourier (La teoria analítica de la calor). Es va comprometre a estudiar les matemàtiques continentals a les quals s'oposava un establishment britànic que encara treballava a l'ombra de Sir Isaac Newton. Com era d'esperar, el treball de Fourier havia estat atacat per matemàtics nacionals, i Philip Kelland va escriure un llibre crític. El llibre va motivar Thomson a escriure el seu primer article científic publicat sota el pseudònim PQR, defensant Fourier, que va ser presentat al Cambridge Mathematical Journal pel seu pare. Un segon article PQR va seguir gairebé immediatament.
Mentre estava de vacances amb la seva família a Lamlash el 1841, va escriure un tercer article PQR, més substancial, sobre el moviment uniforme de la calor en cossos sòlids homogenis i la seva connexió amb la teoria matemàtica de l'electricitat. En l'article, va establir connexions remarcables entre les teories matemàtiques de la conducció tèrmica i l'electroestàtica, una analogia que James Clerk Maxwell finalment descriuria com una de les idees més valuoses per formar la ciència.

### Cambridge
El pare de William va poder fer una generosa provisió per a l'educació del seu fill preferit i, el 1841, el va instal·lar, amb extenses cartes de presentació i un ampli allotjament, a Peterhouse, Cambridge. Mentre era a Cambridge, Thomson va participar activament en esports, atletisme i sculling, i va guanyar els Colquhoun Sculls el 1843. Es va interessar molt pels clàssics, la música i la literatura; però la veritable passió de la seva vida intel·lectual va ser la recerca de la ciència. L'estudi de les matemàtiques, la física i, en particular, de l'electricitat, havia captivat la seva imaginació. El 1845, Thomson es va graduar com a segon wrangler. També va guanyar el primer Premi Smith, que, a diferència del tripos, és una prova de recerca original. Es diu que Robert Leslie Ellis, un dels examinadors, va declarar a un un altre examinador Tu i jo estem a punt d'arreglar-li les plomes.
El 1845, va donar el primer desenvolupament matemàtic de la idea de Michael Faraday que la inducció elèctrica té lloc a través d'un medi intermedi, o dielèctric, i no per una acció a distància incomprensible. També va idear la tècnica matemàtica de les imatges elèctriques, que es va convertir en un agent poderós per resoldre problemes d’electroestàtica, la ciència que tracta de les forces entre cossos carregats elèctricament en repòs. Va ser en part en resposta al seu encoratjament que Faraday va emprendre la investigació el setembre de 1845 que va conduir al descobriment de l’efecte Faraday, que va establir que la llum i els fenòmens magnètics (i per tant elèctrics) estaven relacionats.
Va ser elegit membre de St. Peter's (com s'anomenava sovint Peterhouse en aquell moment) el juny de 1845. En obtenir la beca, va passar un temps al laboratori del cèlebre Henri Victor Regnault, a París; però el 1846 va ser nomenat catedràtic de filosofia natural a la Universitat de Glasgow. Als 22 anys es va trobar amb la toga de professor en una de les universitats més antigues del país i fent conferències a la classe de la qual era estudiant de primer any uns anys abans.

### Termodinàmica
El 1847, Thomson ja s'havia guanyat una reputació de científic precoç i inconformista quan va assistir a la reunió anual de l’Associació Britànica per a l'Avanç de la Ciència a Oxford. En aquella reunió, va sentir James Prescott Joule fent un altre dels seus intents, fins ara ineficaços, de desacreditar la teoria calòrica de la calor i la teoria de la màquina tèrmica basada en ella per Sadi Carnot i Émile Clapeyron. Joule va defensar la convertibilitat mútua de la calor i el treball mecànic i la seva equivalència mecànica.
Thomson estava intrigat però escèptic. Tot i que considerava que els resultats de Joule exigien una explicació teòrica, es va aferrar encara més a l'escola de Carnot-Clapeyron. Va predir que el punt de fusió del gel havia de disminuir amb la pressió, ja que altrament la seva expansió en congelar-se es podria explotar en un perpetuum mobile. La confirmació experimental al seu laboratori va contribuir en gran manera a reforçar les seves creences.
El 1848, va ampliar la teoria de Carnot-Clapeyron a través de la seva insatisfacció amb el fet que el termòmetre de gas només proporcionava una definició operativa de la temperatura. Va proposar una escala de temperatura absoluta en què una unitat de calor que descendeix des d'un cos A a la temperatura T ° d'aquesta escala, fins a un cos B a la temperatura (T −1)°, donaria el mateix efecte mecànic [treball], independentment del nombre T. Aquesta escala seria totalment independent de les propietats físiques de qualsevol substància específica. En utilitzar aquesta cascada, Thomson va postular que s'assoliria un punt en què no es podria transferir més calor (calòric), el punt de zero absolut sobre el qual Guillaume Amontons havia especulat el 1702. Reflexions sobre el poder motriu de la calor, publicades per Carnot en francès el 1824, l'any del naixement de Lord Kelvin, van utilitzar −267 com a estimació de la temperatura del zero absolut. Thomson va utilitzar dades publicades per Regnault per calibrar la seva escala amb mesures establertes.
En la seva publicació, Thomson va escriure:
| « | ... La conversió de calor (o calòric) en efecte mecànic és probablement impossible, certament no descoberta. | » |

—Però una nota a peu de pàgina va assenyalar els seus primers dubtes sobre la teoria calòrica, fent referència als descobriments molt remarcables de Joule. Sorprenentment, Thomson no va enviar a Joule una còpia del seu article, però quan Joule finalment el va llegir, va escriure a Thomson el 6 d'octubre, afirmant que els seus estudis havien demostrat la conversió de calor en treball, però que estava planejant més experiments. Thomson va respondre el 27 d'octubre, revelant que estava planejant els seus propis experiments i esperant una reconciliació entre les dues parts.
Thomson va tornar per criticar la publicació original de Carnot i va llegir la seva anàlisi a la Royal Society d'Edimburg el gener de 1849, encara convençut que la teoria era fonamentalment sòlida. No obstant això, tot i que Thomson no va dur a terme nous experiments, durant els dos anys següents va anar anant cada cop més insatisfet amb la teoria de Carnot i convençut de la de Joule. El febrer de 1851 es va asseure per articular el seu nou pensament. No estava segur de com formular la seva teoria, i l'article va passar per diversos esborranys abans que es decidís a intentar reconciliar Carnot i Joule. Durant la seva reescriptura, sembla que va considerar idees que posteriorment donarien lloc a la segona llei de la termodinàmica. En la teoria de Carnot, la calor perduda es perdia absolutament, però Thomson sostenia que es perdia per a l'home irrecuperablement; però no es perdia en el món material. A més, les seves creences teològiques van portar a Thomson a extrapolar la segona llei al cosmos, originant la idea de la mort tèrmica universal.
| « | Crec que la tendència en el món material és que el moviment es difongui, i que en conjunt s'està produint gradualment el contrari de la concentració: crec que cap acció física mai podrà restaurar la calor emesa pel Sol, i que aquesta font no és inesgotable; també que els moviments de la Terra i altres planetes estan perdent vis viva, que es converteix en calor; i que, tot i que una part de vis viva es pot restaurar, per exemple, a la Terra mitjançant la calor rebuda del sol o per altres mitjans, la pèrdua no es pot compensar amb precisió i crec que és probable que estigui infracompensada. | » |

La compensació requeriria un acte creatiu o un acte que posseís un poder similar, donant lloc a un univers rejovenidor (ja que Thomson havia comparat anteriorment la mort tèrmica universal amb un rellotge que funcionava cada cop més lentament, tot i que no estava segur si finalment arribaria a l'equilibri termodinàmic i s'aturaria per sempre). Thomson també va formular la paradoxa de la mort tèrmica (paradoxa de Kelvin) el 1862, que utilitza la segona llei de la termodinàmica per refutar la possibilitat d'un univers infinitament antic; aquesta paradoxa va ser ampliada posteriorment per William Rankine.
En la seva publicació final, Thomson va retractar-se d'un canvi radical i va declarar que «tota la teoria de la potència motriu de la calor es basa en... dues... proposicions, degudes respectivament a Joule i a Carnot i Clausius». Thomson va continuar enunciant una forma de la segona llei:
| « | És impossible, mitjançant l'agència material inanimada, derivar un efecte mecànic de qualsevol porció de la matèria refredant-la per sota de la temperatura del més fred dels objectes circumdants. | » |

En l'article, Thomson dona suport a la teoria que la calor era una forma de moviment, però admet que només havia estat influenciat pel pensament de Sir Humphry Davy i els experiments de Joule i Julius Robert von Mayer, sostenint que la demostració experimental de la conversió de calor en treball encara estava pendent. Tan bon punt com Joule va llegir l'article, va escriure a Thomson amb els seus comentaris i preguntes. Així va començar una col·laboració fructífera, tot i que en gran part epistolar, entre els dos homes: Joule va dur a terme experiments i Thomson va analitzar els resultats i va suggerir més experiments. La col·laboració va durar de 1852 a 1856, i els seus descobriments, inclòs l’efecte Joule-Thomson, de vegades anomenat efecte Kelvin-Joule, i els resultats publicats van contribuir molt a aconseguir l'acceptació general del treball de Joule i de la teoria cinètica.
Thomson va publicar més de 650 articles científics i va sol·licitar 70 patents (no totes van ser emeses). Pel que fa a la ciència, Thomson va escriure el següent:
En ciències físiques, un primer pas essencial en la direcció de l'aprenentatge de qualsevol matèria és trobar principis de càlcul numèric i mètodes pràctics per mesurar alguna qualitat relacionada amb ella. Sovint dic que quan pots mesurar allò de què parles i expressar-ho en nombres, en saps alguna cosa; però quan no ho pots mesurar, quan no ho pots expressar en nombres, el teu coneixement és escàs i insatisfactori: pot ser el començament del coneixement, però amb prou feines has avançat, en els teus pensaments, fins a l'etapa de la ciència, sigui quin sigui el tema.

## Escala Kelvin de temperatures
L'escala ordinària anomenada temperatura Celsius és, per definició, la temperatura absoluta amb un decalatge en origen de 273,15 K:
t = T - 273,15 K
en què t és la temperatura en graus Celsius (°C) i T la temperatura absoluta.
Els intervals de temperatura de l'escala de graus Celsius són idèntics als de l'escala en kèlvins.

## Segon principi de la termodinàmica
Lord Kelvin va contribuir a l'establiment del segon principi de la termodinàmica, un dels enunciats que va fer en col·laboració amb Max Planck; diu:
| «                 | És impossible obtenir un procés tal que, operant dins d'un cicle, produeixi exclusivament l'efecte d'extreure una quantitat positiva de calor d'una reserva i la producció d'una quantitat equivalent de treball. | » |
| — (Kelvin-Planck) | |   |

Això contradeia la hipòtesi del segon tipus de moviment perpetu, del qual es presentava el següent exemple: el mar a 15 °C és una fantàstica reserva d'energia si fos possible convertir-la en treball; un vaixell podria avançar-hi deixant al seu darrere una estela d'aigua més freda. Però això seria impossible en virtut d'aquest segon principi.
Els seus estudis de la conducció tèrmica li van fer trobar un període extraordinàriament curt de refredament de la Terra, que era incompatible amb els estudis de Charles Lyell (1797-1875), el fundador de les anomenades capes geològiques. Per aquest fet, va ser mal considerat pels darwinistes. Caldria esperar al descobriment de l'energia radioactiva per tal de resoldre la paradoxa.

## Electricitat
Va estudiar la conducció elèctrica dels cables submarins, i fou promotor de la construcció del primer cable transatlàntic.
Es va enfrontar als estudis de Maxwell sobre l'èter; refusava la idea d'una propagació transversal sense propagació longitudinal en aquest medi.
El seu estudi sobre la influència de la temperatura sobre la conducció elèctrica li va permetre de descobrir l'efecte Thomson i la relació entre l'efecte Peltier i l'efecte Seebeck, que és en la base de la termoelectricitat.
També va ser l'inventor d'un mecanisme simple de producció d'electricitat estàtica per influència, que va rebre el nom de replenisher (esquema del principi del replenisher).

## Mecànica
Trobem la seva petjada en els teoremes dits de Thomson, en què intervé el Teorema de Stokes. Les seves memòries van contribuir molt a la depuració de la teoria dels vòrtexs, d'on sortirà l'anàlisi vectorial de Gibbs (1839-1903); els vectors són tan familiars avui dia que això ha restat una mica amagat.
Va tenir nombrosos reconeixements: el 1856 li fou concedida la Royal Medal i el 1883 la medalla Copley, i va ser president de la Royal Society del 1890 al 1895.